# Comuna I.L. Caragiale, Dâmbovița
I.L. Caragiale este o comună în județul Dâmbovița, Muntenia, România, formată din satele Ghirdoveni (reședința), I.L. Caragiale și Mija.
Este locul de naștere al scriitorului Ion Luca Caragiale, purtându-i numele din anul 1952, la aniversarea a 100 de ani de la nașterea acestuia.

## Istoric
Actuala comună I.L. Caragiale a fost cunoscută și sub denumirea de Haimanale, iar după unii autori s-ar fi numit înainte Boboci, fiind un sat vechi, acesta existând încă de la sfârșitul secolului XV (1482-1495). Denumirea atestată documentar este de Mărgineni, ca urmare a construirii pe această moșie a unei mănăstiri, de către domnitorul de atunci Vlad Călugărul (1492-1495). De fapt, istoria comunei de azi I.L Caragiale, fostă Haimanale, este strâns legată de istoria Mănăstirii Mărgineni.
La sfârșitul secolului al XIX-lea, comuna purta numele de Haimanale, făcea parte din plasa Filipești a județului Prahova și era alcătuită din satele Haimanale și Braniștea, având în total 790 de locuitori. În comună funcționau o moară cu aburi, o biserică, o școală cu 34 de elevi și fosta mănăstire Mărgineni, transformată în penitenciar, unde condamnații practicau tăbăcăria și cizmăria. Tot atunci, pe teritoriul actual al comunei funcționa și comuna Ghirdoveni; aceasta era alcătuită din satele Ghirdoveni (format pe la anul 1700, prin reunirea satelor Rășinari, Ștefănoaioa, Ciorinești și Ghira) și Cricoveni, având 1531 de locuitori. Aici funcționau o biserică zidită la 1870 și o școală cu 72 de elevi (dintre care 8 fete).
În 1925, cele două comune sunt consemnate tot în plasa Filipești. Comuna Ghirdoveni avea doar satul de reședință cu 1896 de locuitori, în vreme ce comuna Haimanalele avea în satele Braniștea și Haimanalele, 1096 de locuitori.
În 1950, comunele au trecut în administrarea raionului Târgoviște, din regiunea Prahova și apoi (după 1952), din regiunea Ploiești. Denumirea de azi a comunei Caragiale a fost dobândită în anul 1952, la aniversarea a 100 de ani de la nașterea dramaturgului Ion Luca Caragiale, originar din această localitate. În 1968, la desființarea raioanelor, comunele nu au revenit la județul Prahova, fiind transferate județului Dâmbovița. Tot atunci, comuna Ghirdoveni a fost desființată și comasată cu comuna I.L. Caragiale, care a căpătat structura actuală, satul Ghirdoveni devenind noua reședință a comunei.

## Geografie

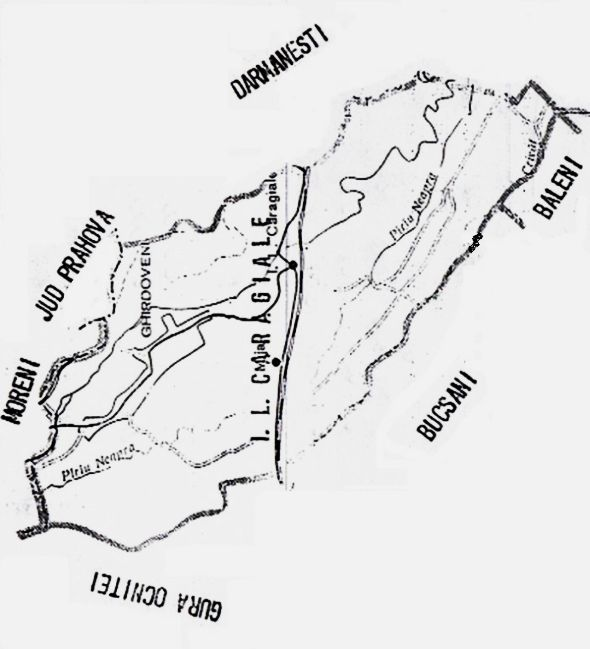
Harta comunei

### Așezare
Comuna este așezată în partea de est a județului Dâmbovița și este traversată de șoseaua DN72, care leagă Ploiești de Târgoviște.
Comuna se învecinează la nord cu Moreni, la nord-vest cu Gura Ocniței, satul Adânca, la vest cu Bucșani, la sud cu Dărmănești, la sud-vest cu Filipeștii de Pădure, sat Dițești, județul Prahova.
Distanța față de principalele orașe:
- 27 km față de Târgoviște
- 30 km față de Ploiești
- 6 km față de Moreni

### Relieful
Din punct de vedere geomorfologic, comuna I. L. Caragiale aparține zonei dealurilor subcarpatice. Comuna este situată pe valea râului Cricovul Dulce, într-o zonă depresionară, fiind împrejmuită de o zonă de dealuri, care îi asigură o protecție naturală intemperiilor de ordin climatic.

### Clima
Datorită așezării, comuna se află la adăpost de curenții reci din nord, iar cantitatea de precipitații este normală pentru regiunea în care se află.
Principalele caracteristici ale climei comunei I.L. Caragiale:

### Resurse
Rețeaua hidrografică principală a zonei este reprezentată de râul Cricovul Dulce. Rețeaua hidrografică secundară este reprezentată de pâraie: Racila, care traversează satul Ion Luca Caragiale și Neagra, situat în sudul comunei (satul Mija).
Suprafața comunei I.L. Caragiale este de 6178 ha, din care 254 ha intravilan și 5924 ha extravilan.
După destinație, situația se prezintă astfel:
Pădurile, pășunile și fânețele ocupă o suprafață de 4160 ha și reprezintă circa 67% din totalul suprafeței administrativ-teritoriale a comunei. Islazul ocupă o suprafață de circa 220 ha.
Cea mai importantă resursă a solului este fondul forestier, în care predomină pădurile de foioase, specii predominante: fagul și stejarul.
Încă din trecut, locuitorii de pe valea Cricovului Dulce aveau în preocuparea lor exploatarea subsolului, acesta fiind bogat în zăcăminte de petrol și sare.
De asemenea se exploatează nisipul, în special de pe valea Cricovului Dulce, dar și piatra folosită în construcții, de asemenea, piatra pentru fabricarea varului alb.

## Administrație
Comuna I.L. Caragiale este administrată de un primar și un consiliu local compus din 15 consilieri. Primarul, Adrian Năstase[*], de la Partidul Social Democrat, este în funcție din 1996. Începând cu alegerile locale din 2024, consiliul local are următoarea componență pe partide politice:
|  | Partid                          | Consilieri | Componența Consiliului | Componența Consiliului | Componența Consiliului | Componența Consiliului | Componența Consiliului | Componența Consiliului | Componența Consiliului | Componența Consiliului |
|  | ------------------------------- | ---------- | ---------------------- | ---------------------- | ---------------------- | ---------------------- | ---------------------- | ---------------------- | ---------------------- | ---------------------- |
|  | Partidul Social Democrat        | 8          |                        |                        |                        |                        |                        |                        |                        |                        |
|  | Partidul Național Liberal       | 6          |                        |                        |                        |                        |                        |                        |                        |                        |
|  | Alianța pentru Unirea Românilor | 1          |                        |                        |                        |                        |                        |                        |                        |                        |

Din punct de vedere al regiunilor de dezvoltare, comuna Ion Luca Caragiale este situată în Regiunea Sud Muntenia, în care se mai găsesc localitățile din județele Prahova, Argeș, Teleorman, Giurgiu, Ialomița, Călărași și restul județului Dâmbovița.

## Populația
Componența etnică a comunei I.L. Caragiale
     Români (75,59%)
     Romi (16,45%)
     Alte etnii (0,09%)
     Necunoscută (7,88%)
Componența confesională a comunei I.L. Caragiale
     Ortodocși (89,57%)
     Alte religii (2,08%)
     Necunoscută (8,35%)
Conform recensământului efectuat în 2021, populația comunei I.L. Caragiale se ridică la 6.920 de locuitori, în scădere față de recensământul anterior din 2011, când fuseseră înregistrați 7.697 de locuitori. Majoritatea locuitorilor sunt români (75,59%), cu o minoritate de romi (16,45%), iar pentru 7,88% nu se cunoaște apartenența etnică. Din punct de vedere confesional, majoritatea locuitorilor sunt ortodocși (89,57%), iar pentru 8,35% nu se cunoaște apartenența confesională.
Conform recensământului din 2002, comuna avea o populație de 7105 locuitori și 2148 gospodării, astfel:

## Infrastructura

### Rețeaua de drumuri și căi ferate
Comuna I.L. Caragiale are 2 categorii de drumuri, naționale și județene.
- Drumul Național 72, care face legătura între cele două municipii reședință de județ Ploiești și Târgoviște;

- Drumul județean DJ710A: Miculesti - Moreni - I.L. Caragiale.

La acestea se adaugă drumurile laterale (ulițele), care sunt asfaltate. 
Pe teritoriul localității trece și calea ferată ce face legătura între municipiile Ploiești și Tîrgoviște, comuna dispunând atât de haltă CFR cât și de gară în satul I.L. Caragiale.

### Locuințele
Localitatea I.L. Caragiale are in componență 2148 gospodării, care cuprind 2440 de locuințe, după cum urmează:
Locuințe	Ghirdoveni	I.L. Caragiale	Mija
Gospodării la case	1315	753	8
Locuințe la bloc	0	12	278
Se constată că majoritatea populatiei (peste 85%) locuiește la case, situație firească pentru așezările rurale. Totuș,i în satul I.L. Caragiale există 12 apartamente în blocurile din centru. Pe lângă acestea, mai există apartamente în blocurile aparținând Penitenciarului.
În localitatea Colonia Mija, majoritatea populației locuiește la bloc, multe din aceste blocuri fiind învechite. În jurul blocurilor nu există spații verzi amenajate, iar locurile de joacă pentru copii lipsesc cu desăvârșire.
Blocul de garsoniere din Colonia Mija se degradează în mod sistematic, fiind în prezent locuit în procent de sub 50%.
Alte date statistice privind locuințele:
- Număr mediu persoane/locuință: 3,3

- Număr mediu camere/locuință: 1,9

- Număr mediu persoane/cameră: 1,96

- Suprafața locuibilă/persoană: 9,87 mp

- Suprafața medie/locuință: 29,17 mp

### Protecția mediului înconjurător și managementul deșeurilor
Depozitarea gunoaielor pe albia râului Cricovul Dulce este o problemă majoră. Deși Primăria a asigurat, într-o primă fază, colectarea săptămânală a gunoiului menajer printr-un serviciu public specializat, cetățenii au continuat să arunce gunoaiele pe albia râului.

### Atracții turistice
- Casa memorială I. L. Caragiale.

## Învățământul
În localitatea I.L. Caragiale funcționează un număr de 4 grădinițe, cu un total de 8 săli de clase, precum și o școală cu clasele 1-8.

## Cultură și sport
a)Cultura
Activitatea culturală este întreținută, în special, de Biblioteca comunală Ion Luca Caragiale, înființată în anul 1940. Biblioteca are ,în colecțiile sale, un număr de 9200 de volume, structurate pe diverse domenii tematice și organizate conform clasificării zecimale universale.O preocupare constantă a Bibliotecii I.L. Caragiale este aceea de atragere la lectură a unui număr cât mai mare de utilizatori, de diferite vârste și profesii.Biblioteca înscrie anual circa 400 de utilizatori și difuzează peste 5000 de volume, majoritatea utilizatorilor fiind elevi și studenți. Totuși, biblioteca funcționează într-un spațiu impropriu desfășurării activității, lipsind o sală de lectură pentru cititori, iar personalul bibliotecii este constituit dintr-un singur angajat. Pe raza comunei există și două cămine culturale, care însă nu mai funcționează, destul de degradate.
	b)Sportul și activitățile de agrement
	În comuna I.L. Caragiale funcționează o echipă de fotbal amator, fiind susținută, în principal, de Consiliul Local. Nu există o sală de sport, la care să aibă acces toți locuitorii comunei. Există 3 săli de sport amenajate în incinta școlilor din localitate, dotate modest, asigurând strictul necesar desfășurării activității elevilor.